# Illice rosacea
Illice rosacea là một loài bướm đêm thuộc phân họ Arctiinae, họ Erebidae.